# Nickerson, Kansas
Nickerson är en ort i Reno County i Kansas. Orten har fått namn efter järnvägsdirektören Thomas Nickerson. Vid 2010 års folkräkning hade Nickerson 1 070 invånare.